# Torreón de los Andrade
No confundir con el Castillo de Noguerosa o Castillo de Andrade, también en Puentedeume.
No confundir con el Castillo de Andrade en Villalba, Provincia de Lugo.
El torreón de los Andrade es lo que se conserva en la actualidad del pazo que la familia Andrade tenía en la localidad de Puentedeume y que fue demolido en 1935, a pesar de haber sido declarado Monumento Histórico-Artístico con anterioridad. El Torreón es una obra del siglo XIV y fue un encargo de Fernán Pérez de Andrade, El Bueno.
Se sitúa en el núcleo urbano de Puentedeume (provincia de La Coruña, Galicia, España), a los pies de la Plaza del Conde.
Tiene una doble consideración de Bien de Interés Cultural: por un lado, individualmente, como monumento arquitectónico-artístico (desde 1924)
y, por otro lado, como parte de un conjunto histórico y lugar pintoresco (desde 1971), conjunto del cual también forman parte la Iglesia de San Miguel de Breamo, la Iglesia Parroquial de Pontedeume y el Castillo de Andrade.

## Historia

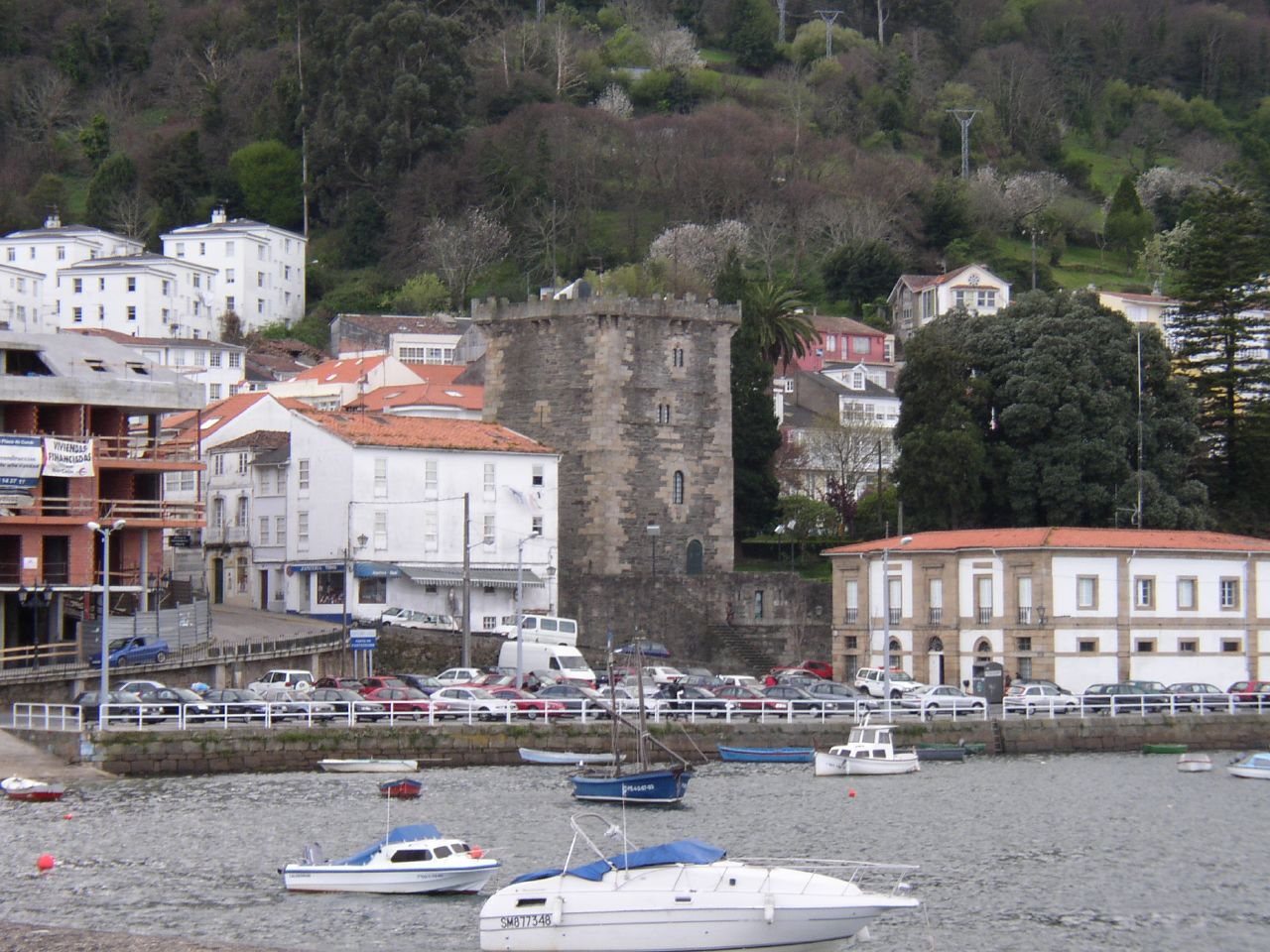
Localización del torreón.

La historia de esta fortaleza está ligada a la de la villa de Puentedeume, que se inició en la Navidad de 1270 cuando Alfonso X  el Sabio otorgó el título de Villa al lugar conocido como Ponte do Eume. Esta comunidad tendría gobierno autónomo y sería de reguengo, dependiendo de esta forma únicamente de la autoridad del rey.
En el siglo XIV, Enrique II de Trastámara concedió el señorío de la villa de Puentedeume a Fernán Pérez de Andrade, El Bueno en pago por su apoyo en la guerra civil contra Pedro I el Cruel . El primer señor de Puentedeume fue quien mandó construir la torre, probablemente en el mismo lugar donde se levantó una más antigua, quizás mandada construir por Alfonso X al otorgar el título de villa del lugar. Se sabe que existió en 1295.
Durante las revueltas irmandiñas, las posesiones de la familia Andrade fueron los principales objetivos. En un principio la defensa de la villa provista hizo fracasar el ataque, pero un segundo intento dirigido por Alfonso de Lanzós consiguió apoderarse del castillo y la villa y mantenerlos en su poder durante un tiempo.
A mediados del siglo XVI, una heredera de la familia Andrade se casó con el Conde de Lemos, Fernando Ruíz de Castro Osorio y Portugal. En la figura de su hijo, Pedro Fernández de Castro Andrade y Portugal (1524-1590) se fusionaron ambos condados. La posterior unión del Condado de Lemos con la Casa de Alba supuso que la Torre pasara a formar parte del patrimonio del Ducado de Alba.

## Descripción
El actual torreón almenado es lo que queda del conjunto que formaba el pazo de los Andrade, la torre al sur y la ermita de San Miguel al norte. Esta última fue demolida en 1909, mientras que la desaparición del pazo se produjo progresivamente. En 1904 el ayuntamiento compró el pazo a la Casa de Alba y se derribó la parte más próxima a la torre para abrir el camino que unía la villa con la nueva estación de ferrocarril. Los restos del pazo entraron en un estado de deterioro progresivo a pesar de haber sido declarado Monumento Histórico-Artístico en la década de 1920. Los últimos restos del pazo desaparecieron en 1935.
En aquella época la torre mantenía su estructura en buen estado pero su estado de conservación era lamentable. Fue objeto de dos restauraciones en 1951 y 1974, que le dieron el aspecto que tiene actualmente.
Mide once metros y medio de lado y dieciocho de altura. Sus muros tienen 2,35 metros de ancho en la planta baja.

### Exterior

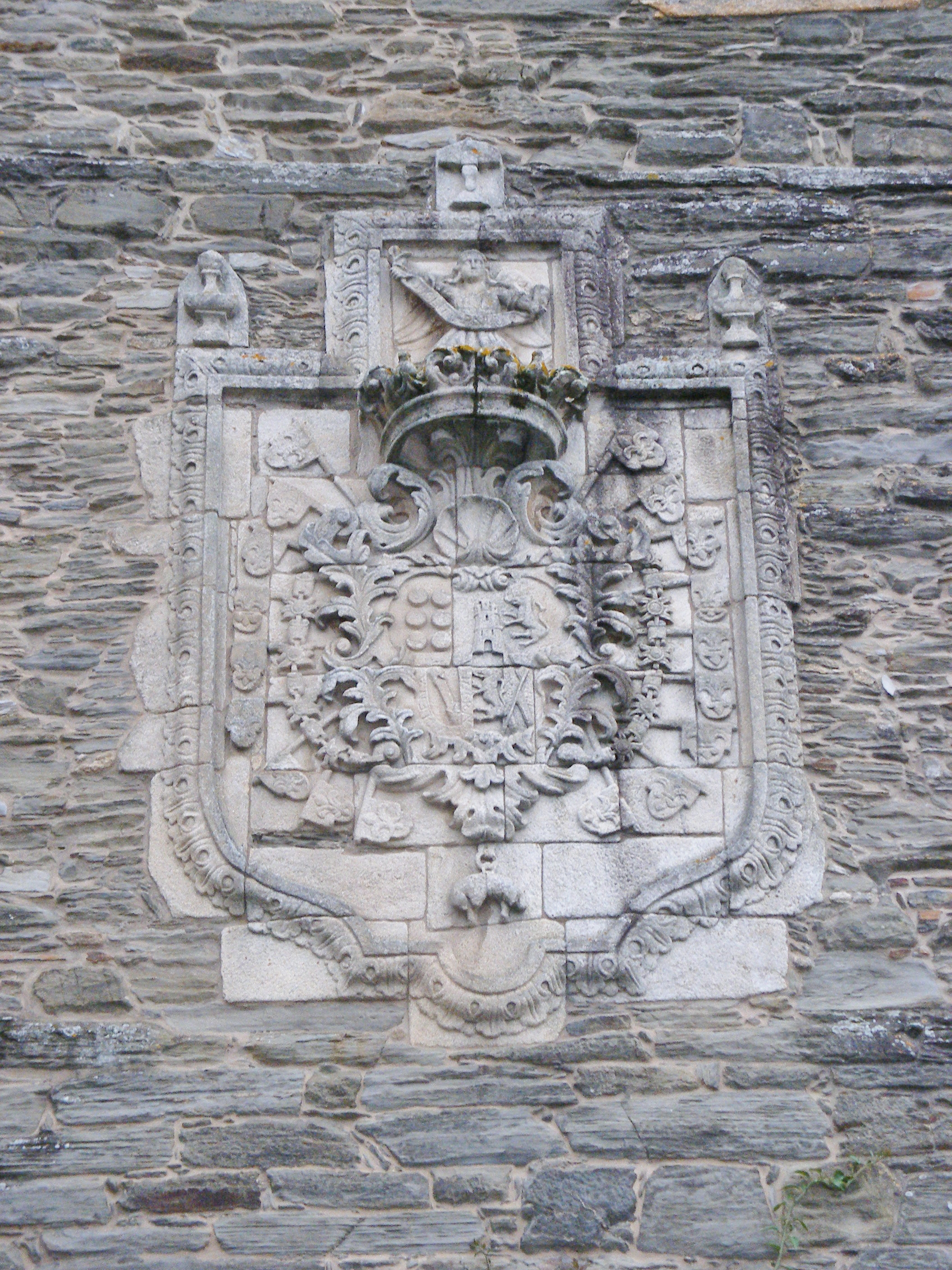
Escudo en la fachada sur.

Un enorme escudo del siglo XVI que inicialmente estaba en la fachada del Pazo de los Andrade fue incrustado en la fachada sur de la torre cuando fue derribada. Está rodeada por un collar del que pende la vela y está orlada con las 18 banderas que representan las que Fernando de Andrade, primer conde de Andrade, venció a los franceses en la Batalla de Seminara. Cada bandera tiene en su centro una flor de lis, emblema de los reyes de Francia. En la parte superior del escudo hay una corona condal y sobre ella un ángel sujetando una filacteria en la que se leen las palabras del Apocalipsis: nolite nocere.
En esta misma fachada sur se abren dos ventanas estrechas y una ventana rectangular estrecha. En la fachada occidental no hay más abertura que una letrina volada.
Las puertas de acceso se sitúan en las fachadas norte y sur. La puerta norte, situada a la altura del primer piso, comunicaba con un puente levadizo que descansaba sobre un muro levantado al frente a una distancia de 4,40 metros.
En estas fachadas norte y sur hay ventanas geminadas con arcos ojivales trilobulados y ventanas caladas con tracería. En la cubierta, en sus ángulos laterales, torrecillas apoyadas sobre modillones, excepto una en forma de anillo.

### Interior
El torreón tiene tres plantas. La planta baja estaba destinada a prisión y defensa; el primer piso, vestíbulo o cuarto de servicio o guardia; el segundo, cocina y comedor, que estarían iluminados por una ventana y otros servicios de la vida íntima y, por último, dormitorio y pequeña sala de estar en la planta superior.
El interior de la torre del homenaje fue objeto de profundas reformas para adaptarlo a su uso actual, el de servir como Centro de Interpretación de la historia de los Andrade, como oficina de turismo y sala de exposiciones.